# Santiago (Ilocos Sur)
Santiago (Bayan ng  Santiago) es un municipio filipino de cuarta categoría perteneciente a  la provincia de Ilocos del Sur en la Región Administrativa de Ilocos, también denominada Región I.

## Barangays
Santiago se divide, a los efectos administrativos, en 24  barangayes o barrios, conforme a la siguiente relación:
| - Al-aludig - Ambucao - San José de Baraoas - Baybayabas - Bigbiga - Bulbulala - Busel-busel - Butol - Caburao - Dan-ar - Gabao - Guinabang | - Imus - Lang-ayan - Mambug - Nalasin - Olo-olo del Norte - Olo-olo del Sur - Población del Norte - Población del Sur - Sabangan - Salincub - San Roque - Ubbog |